# Jürgen Weigelt

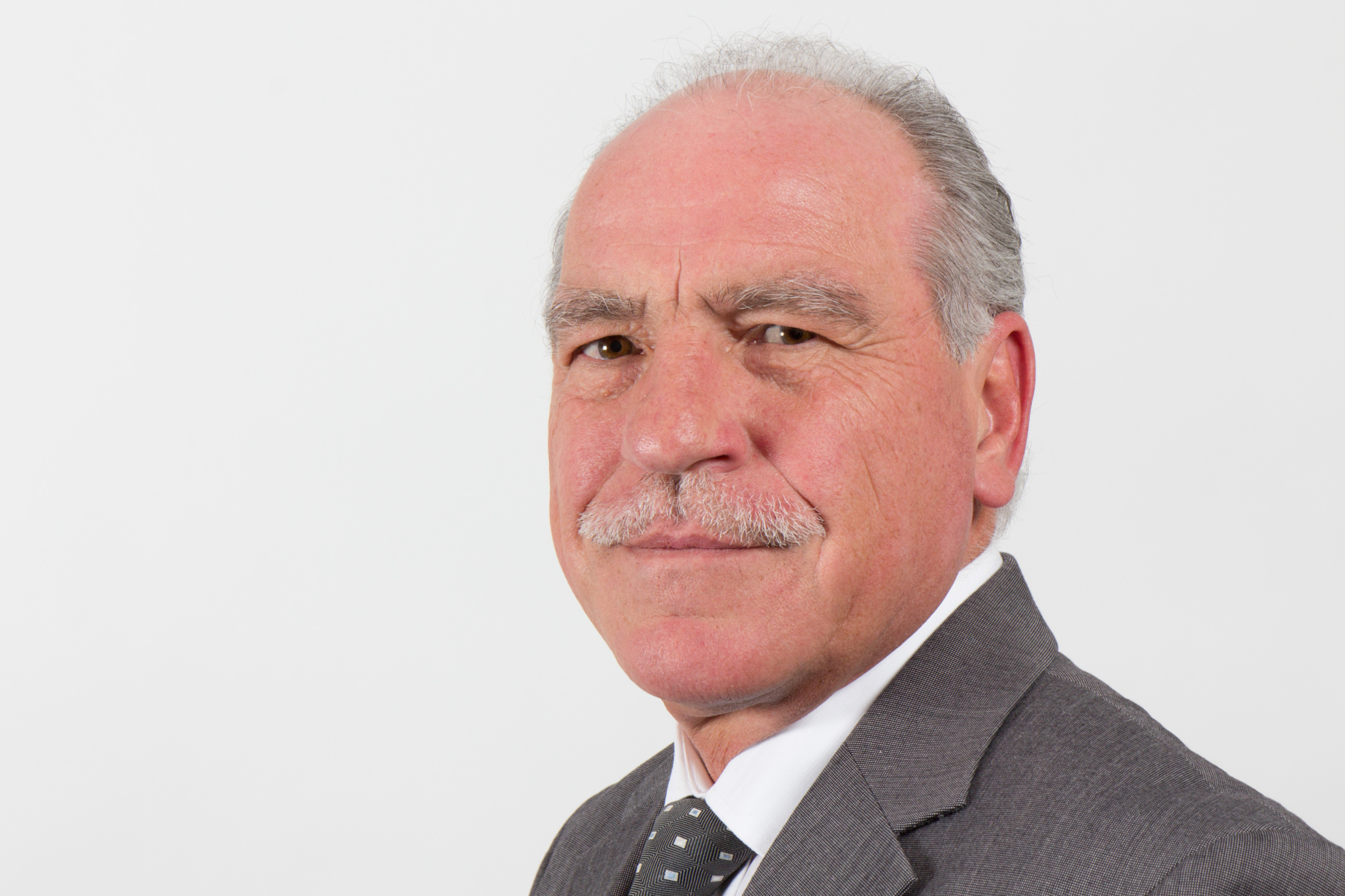
Jürgen Weigelt (2012)

Jürgen Weigelt (* 12. Dezember 1949 in Bernburg (Saale)) ist ein deutscher Archäologe und Museumsdirektor sowie Politiker (CDU) und von 2006 bis 2016 Mitglied des Landtages Sachsen-Anhalt.

## Leben
Nach Abschluss der Polytechnischen Oberschule im Jahr 1966 machte Jürgen Weigelt bis 1968 eine Ausbildung zum Chemiefacharbeiter. Danach studierte er Verfahrenstechnik mit dem Abschluss als Diplom-Ingenieur im Jahr 1978. 1986 arbeitete Weigelt als Restaurator für archäologische Ausgrabungen und zwischen 1980 und 1991 als Kreisarchäologe des Museums Schloss Bernburg. Anschließend, von 1991 bis 1993 war er Kulturamtsleiter im Landkreis Bernburg. Von 1993 bis 2006 hatte Weigelt die Stelle des Museumsdirektors des Museums Schloss Bernburg inne.
Im Jahr 2008 war Weigelt Aufsichtsratsvorsitzender der Handball Fördergesellschaft Anhalt Bernburg mbH. Er ist katholisch, verheiratet und hat zwei Kinder.

## Politik
Jürgen Weigelt trat 1990 der CDU bei. 1990 und 1991 war er Mitglied im Kreistag Bernburg. Seit 1999 ist er Mitglied im Stadtrat Bernburg und seit 2007 im Kreistag des Salzlandkreises. Außerdem ist Weigelt Kulturpolitischer Sprecher der CDU-Landtagsfraktion und Vorsitzender im Landesfachausschuss für Kultur.
Im März 2006 wurde Jürgen Weigelt über den Wahlkreis 21 (Bernburg) in den Landtag von Sachsen-Anhalt gewählt. Dort ist er Schriftführer des Landtagspräsidenten sowie Mitglied im Ausschuss für Bildung, Wissenschaft und Kultur und im Ausschuss für Überprüfung der Abgeordneten auf eine Tätigkeit für den Staatssicherheitsdienst der DDR.
Auch bei der Wahl 2011 konnte er den Wahlkreis Bernburg für sich entscheiden und für eine weitere Legislaturperiode in den Landtag einziehen. 2016 unterlag er im Kampf um das Direktmandat jedoch Sarah Sauermann von der AfD; da sein Listenplatz zum Einzug ebenfalls nicht ausreichte, schied er somit aus dem Landtag aus.